# 201 (tal)
201 är det naturliga talet som följer 200 och som följs av 202.

## Inom vetenskapen
- 201 Penelope, en asteroid

## Inom matematiken
- 201 är ett udda tal.
- 201 är ett semiprimtal
- 201 är ett pentadekagontal.